# Alberto Brignoli
Alberto Brignoli (ur. 19 sierpnia 1991 w Trescore Balneario) – włoski piłkarz występujący na pozycji bramkarza we włoskim klubie Benevento Calcio. Wychowanek Montichiari, w swojej karierze grał także w takich zespołach, jak AC Lumezzane, Ternana Calcio, UC Sampdoria, CD Leganés i Perugia Calcio.
3 grudnia 2017, w 95. minucie meczu z AC Milan strzelił gola na 2:2 zapewniając drużynie Benevento, pierwszy punkt w sezonie.

## Statystyki kariery
(aktualne na dzień 29 listopada 2016)
| Klub                | Sezon              | Liga               | Liga  | Liga   | Puchar kraju | Puchar kraju | Europa | Europa | Suma  | Suma   |
| Klub                | Sezon              | Liga               | Mecze | Bramki | Mecze        | Bramki       | Mecze  | Bramki | Mecze | Bramki |
| ------------------- | ------------------ | ------------------ | ----- | ------ | ------------ | ------------ | ------ | ------ | ----- | ------ |
| Montichiari         | 2009/10            | Serie D            | 35    | 0      | –            | –            | –      | –      | 35    | 0      |
| Montichiari         | 2010/11            | Serie C2           | 30    | 0      | –            | –            | –      | –      | 30    | 0      |
| Lumezzane (wyp.)    | 2011/12            | Serie C            | 31    | 0      | 0            | 0            | –      | –      | 31    | 0      |
| Ternana             | 2012/13            | Serie B            | 28    | 0      | 1            | 0            | –      | –      | 29    | 0      |
| Ternana             | 2013/14            | Serie B            | 36    | 0      | 1            | 0            | –      | –      | 37    | 0      |
| Ternana             | 2014/15            | Serie B            | 38    | 0      | 2            | 0            | –      | –      | 40    | 0      |
| Juventus F.C.       | 2015/16            | Serie A            | 0     | 0      | 0            | 0            | 0      | 0      | 0     | 0      |
| UC Sampdoria (wyp.) | 2015/16            | Serie A            | 1     | 0      | 0            | 0            | –      | –      | 1     | 0      |
| CD Leganés (wyp.)   | 2016/17            | Primera División   | 1     | 0      | 0            | 0            | –      | –      | 1     | 0      |
| Ogólnie w karierze  | Ogólnie w karierze | Ogólnie w karierze | 200   | 0      | 4            | 0            | 0      | 0      | 204   | 0      |